# Universidade Nacional da Irlanda, Galway
A Universidade Nacional da Irlanda, Galway (em irlandês, Ollscoil na hÉireann, Gaillimh or OÉ, Gaillimh) remonta sua existência ao Queen's College, Galway, fundado em 1865. A universidade localiza-se em Galway.